# Råtjärnen (Vitsands socken, Värmland, väster om Västra Gårdsjön)
Råtjärnen är en sjö i Torsby kommun i Värmland och ingår i Göta älvs huvudavrinningsområde. Sjön har en area på 0,0395 kvadratkilometer och ligger 281,9 meter över havet.

## Delavrinningsområde
Råtjärnen ingår i det delavrinningsområde (668797-134921) som SMHI kallar för Utloppet av Vägsjön. Medelhöjden är 225 meter över havet och ytan är 24,19 kvadratkilometer. Det finns ett avrinningsområde uppströms, och räknas det in blir den ackumulerade arean 83,09 kvadratkilometer. Vägån (Lembergsälven) som avvattnar avrinningsområdet har biflödesordning 3, vilket innebär att vattnet flödar genom totalt 3 vattendrag innan det når havet efter 377 kilometer. Avrinningsområdet består mestadels av skog (77 procent). Avrinningsområdet har 2,65 kvadratkilometer vattenytor vilket ger det en sjöprocent på 10,9 procent.